# Херцогство Маса и Княжество Карара
Херцогство Маса и Княжество Карара, Сеньория Монета и Авенца (на италиански: Ducato di Massa e principato di Carrara, signoria di Moneta ed Avenza) е малка италианска държава в Северна Тоскана, съществувала между 1664 и 1829 г. Тя е концентрирана върху малка територия с изглед към морето, която включва двата града Маса и Карара (администрирани в лична уния), в които са разположени резиденциите на суверените (в съответните им градски дворци и в крепостта Маласпина). Въпреки многобройните промени и териториални разширения, настъпили през вековете, истинските владения никога не са се простирали извън границите на сегашната провинция Маса и Карара.
Има различни имена:
- Маркграфство Маса, Сеньория Карара, Монета и Авенца (до 1568 г.)
- Княжество Маса и Маркграфство Карара, Сеиньория Монета и Авенца (до 1664 г.);
- Херцогство Маса, Княжество Карара, Сеньория Монета и Авенца (до 1829 г.)
- Маркграфство Айело

## История
Въпреки че град Маса вече се радва на максимален средновековен блясък през 11 век с Маркграфство Маса и Корсика, дело на Отбертините, първоначалното ядро на държавата е официално родено на 22 февруари 1473 г. със закупуването на Сеньория Карара (селищата Карара, замъка Монета и Авенца) от страна на Сеньория Маса в лицето на маркиз Якопо Маласпина. Маласпина го получава от граф Антониото Филеремо от Генуа, родоначалник на линията Фрегозо. Така благородническата титла на Маласпина става тази на „Маркизи на Маса и господари на Карара“. От закупуването на територията на Карара нататък седалището на Якопо Маласпина, един от синовете на Антонио Алберико I Маласпина дело Спино Фиорито от Фосдиново, се намира в град Карара, но поради честите сблъсъци с френските нашественици той и неговите наследници се местят в Маса.
В рамките на две поколения семейство Маласпина изчезва по мъжки произход и Ричарда, племенница на Якопо и последният пряк наследник на рода, се омъжва през 1520 г. за Лоренцо Чибо/Кибо, член на влиятелна фамилия от генуезки аристократи, свързани с Медичите и папа Инокентий VIII. От брака води началото си новото семейство Чибо-Маласпина: синът на Ричарда и Лоренцо, Алберико I, получава управлението на Маса и Карара през 1554 г. Под неговото управление феодът преживява много благоприятен период на развитие благодарение и на благоприятната икономическа ситуация на мраморния пазар, който е в голямо търсене от ренесансовите дворове по онова време. Алберико I, съзнаващ, че неговата държава е заобиколена от по-мощни и влиятелни съседи, решава да се подчини на Свещената Римска империя на Карл V Хабсбург през 1554 г. Благодарение на своите културни и икономически успехи град Карара получава ранг на маркграфство през 1558 г. През 1568 г. Маса е издигнат до княжество от император Максимилиан II.
През 1664 г. Леополд I Хабсбург издига Княжество Маса в ранг на херцогство и Маркграфство Карара в княжество.
Чибо-Маласпина приемат титлата „Херцози на Маса и князе на Карара“, започвайки от Алберико II.
През 1741 г. Мария Терезия Чибо-Маласпина, единственият представител на фамилията, се омъжва за Ерколе III д'Есте, единственият мъжки наследник на Херцогство Модена и Реджо. Дъщеря им Мария Беатриче д’Есте (последната от Чибо-Маласпина, Есте и Гондзага ди Новелара, чрез нейния прародител по майчина линия Ричарда Гондзага) по този начин държи управлението на двете територии, които обаче остават отделни държавни образувания до нейната смърт.
През 1796 г. Есте са лишени от владенията си от войските на Наполеон Бонапарт. Той включва територията в Цизпаданската република, което впоследствие кара да се влее в Цизалпийската република. През този период регионът за кратко е оспорван на Наполеон от австрийците от Антифренската коалиция (1799 г.) и преживява бърза последователност от различни административни системи, повече или по-малко временни: Департамент на Апуанските Алпи, Имперско и кралско временно регентство на Маса Карара, след това отново департамент Апуански Алпи и накрая Окръг Маса.
Като последна административна промяна, през 1806 г. френският император приписва Херцогство Маса и Карара на Княжество Лука и Пиомбино, управлявано от по-голямата му сестра Елиза Бонапарт Бачоки. По време на Наполеоновото господство Мария Беатриче е принудена да намери убежище във Виена със семейството на съпруга си ерцхерцог Фердинанд Хабсбург-Есте, чичо на император Франц I Австрийски, от където управлява своето херцогство в изгнание.
С падането на Наполеоновия режим Виенският конгрес отново възлага отнетото от него велико херцогство на Мария Беатриче. След реставрацията и края на независимостта на различни местни единици като Маркграфство Фосдиново, Херцогство Маса и Карара включва, освен традиционните територии и Аула, Казола ин Луниджана, Комано, Филатиера, Фивицано, Фосдиново, Личана, Мулацо, Поденцана и Трезана.
През 1829 г., след смъртта на Мария Беатриче, Херцогство Маса и Княжество Карара са присъединени към Херцогство Модена и Реджо, ръководено от нейния син Франц IV Хабсбург-Есте.
През 1860 г., със свалянето предходната година на Франц V Хабсбург-Есте, Херцогство Модена и Реджо е присъединено към Сардинското кралство. Териториите на Маса и Карара формират новата провинция Маса и Карара.

## Крайбрежни укрепления
Херцогство Маса е потискано векове наред от периодични набези на османски и магребски пирати. В опит да се сложи край на непрекъснатите варварски десанти и да се защити безопасността на населението, което, подобно на другите италиански крайбрежни държави, е непрекъснато заплашено от поробване за обогатяване на пазарите в Северна Африка, се взима решение да се изградя някои укрепления по крайбрежието. Тяхната функция е насочена към превантивното наблюдение на галерите и действа като възпиращо средство за набези. В пристанището на Авенца (днес подселище на Карара) е построена крепост за защита на канала, а по-на юг на около 2 км, на плажа пред Маса, е издигната друга крепост с митнически функции, докато последвалата крепост Чинкуале (днес подселище на Монтиньозо) вече е на тосканска територия.

## Маркизи, князе, после херцози на Маса и Карара
- Антонио Маласпина (1442–1445), маркиз на Маса и Фосдиново
- Якопо/Джакомо Маласпина (1445–1481), маркиз на Маса и господар на Карара от 1473 г.
- Антонио Алберико II Маласпина (1481–1519)
- Ричарда Чибо-Маласпина (1519–1546 и 1547–1553)
- Джулио I Чибо-Маласпина (1546–1547)
- Алберико I Чибо-Маласпина (1554–1623), маркиз на Маса и Карара от 1558 г., след това княз на Маса и маркиз на Карара от 1568 г.
- Карло I Чибо-Маласпина (1623–1662)
- Алберико II Чибо-Маласпина (1662–1690), херцог на Маса и княз на Карара от 1664 г.
- Карло II Чибо-Маласпина (1690–1710)
- Алберико III Чибо-Маласпина (1710–1715)
- Алдерамо I Чибо-Маласпина (1715–1731)
- Мария Тереза Чибо-Маласпина (1731–1790)
- Мария Беатриче д'Есте (1790–1796), херцогиня на Маса и княгиня на Карара
- Присъединяване към Цизпаданската република след нашествието на Наполеон (1796-1806)
- Елиза Бонапарт Бачоки (1806–1814)
- Мария Беатриче д’Есте (1815–1829), херцогиня на Маса и принцеса на Карара
- Франческо IV д'Есте (1829-1846)
- Франческо V д'Есте (1846–1859)

## Политика и икономика на Херцогство Маса и Княжество Карара
От информацията, която може да бъде получена от големия Архив „Чибо-Маласпина“ и от рескриптите и депешите на суверените на двете херцогини Мария Тереза и Мария Беатриче д'Есте, както и от различни други източници, е възможно да се реконструира политиката, провеждана от Херцогство Маса и Карара в периода приблизително между 1450 и 1800 г.
Сливането на Маласпина със семейство Чибо донася доста разкошен дворцов живот на територията. В провеждането на външната политика Чибо-Маласпина поддържат ролята на посредник между Велико херцогство Тоскана и Генуезката република. Алберико I насърчава големи градски ремонти в градовете Карара и Маса, преди всичко от съображения за престиж. И двата центъра са оборудвани с нови стени с представителни, а не с военни функции, тъй като политиката на имперския феод не е експанзионистична, както и с нови херцогски дворци. През 1564 г. е основана  Службата за мрамор в Карара, за да регулира минната дейност. Град Маса, по-специално, преработва голяма част от градоустройствения си план (нови улици, площади, кръстовища, тротоари), за да стане достойна за столица на италианската държава от онова време.
Войната за испанското наследство (1701 - 1714) е началото на период на дълбока икономическа криза за херцогството. Империята налага големи глоби на Чибо-Малспина, които са оказали гостоприемство на френските войски на тяхна територия. Алберико III, но преди всичко Алдерамо I, се оказват принудени да разпродадат много градски активи. Алдерамо кара гражданите да купуват храна на по-висока цена и също поради луксозния и екстравагантен начин на живот на благородника икономиката на херцогството е поставена на колене. Финансовата ситуация може да се възстанови само благодарение на династичния съюз между семействата Маласпина и Есте, постигнат с брака между Мария Тереза и Ерколе III през 1741 г.
От тази дата нататък Херцогство Маса и Карара постепенно губи политическата си автономия, гравитирайки все по-близо до сферата на влияние на град Модена. Под господството на Есте бившето херцогство се оказва заемащо стратегическа позиция, тъй като гарантира излаз към морето за вътрешните владения и обещава по-лесен търговски път. Още по време на управлението на херцогиня Мария Тереза пътните връзки между Херцогство Модена и тези на Маса и Карара са значително подобрени: в тези опити за пътна реформа е вмъкнато строителството на известната улица Вандели, започвайки още през 1738 г.
През 1751 г. е направен първи опит за изкопаване на док и изграждане на пристанище в град Карара. Пристанището би било функционално за търговските и военните дейности на Есте, би приютило малкия флот на Херцогство Модена на сигурно място и накрая би било от съществено значение, за да се освободи износът на мрамор от зависимостта от други близки пристанища. За съжаление крайбрежието има тенденция да се затлачва и след няколко години строителните работи трябва да бъдат преустановени.
През 1807 г. наполеоновите инженери построяват важния пощенски път на Фоче, предназначен да свързва градовете Маса и Карара през хълмовете на вътрешността. По време на Наполеоновото управление са започнати и други обществени работи като рекултивацията на равнините, засаждането на крайбрежни борови гори за борба с [малария]]та и подреждането на речните брегове. Тези работи са продължени при Мария Беатриче д’Есте и нейните наследници през следващите десетилетия.
През 1821 г. е създаден кадастърът на Есте със задачата да регулира и извършва преброяване на имотите на жителите на държавата.
Годините след анексирането на териториите на Херцогство Модена и Реджо са особено сложни както поради въстанията, характеризиращи историческия период, така и заради икономическата криза, която дълго време обременява региона. Управляващите на няколко пъти се опитват да излязат от стагнацията, като насърчават изграждането на инфраструктури, предназначени да увеличат обема на търговията, но липсата на средства често се оказва непреодолима пречка. Вторият опит за изграждане на пристанище Карара е поверен от херцог Франц IV Хабсбург-Есте на инж. Ашенден през 1830 г., но проектът не е изпълнен поради липса на финанси. Товарен кей, който формира първото автентично пристанищно ядро на Карара, е успешно построен едва през 1851 г. благодарение на английския инженер и индустриалец Уилям Уолтън.
През 1846 г. граф Франческо дел Медико предлага на херцог Франц V Хабсбург-Есте изграждането на железопътната линия за мрамор на Карара, предназначена да свърже мраморните кариери с морето и по този начин да улесни транспортирането на блоковете до зоните за сортиране и товарене. Този проект също е спрян по икономически причини. Такава железопътна линия е построена едва след Обединението на Италия (1871 - 1890.

## Вижте още
- Маласпина
- Чибо
- Чибо-Маласпина
- Суверени на Маса и Карара
- Сеньория Карара
- Маса
- Карара